# Shen Xue
Shen Xue (n. 13 noiembrie 1978, Harbin, Republica Populară Chineză) este o patinatoare artistică chineză, medaliată olimpică. A participat la 4 ediții ale Jocurilor Olimpice (1998, 2002, 2006, 2010) în care a câștigat o medalie de aur și o medalie de bronz.